# سفارة بلغاريا في فرنسا
سفارة بلغاريا في فرنسا هي أرفع تمثيل دبلوماسي لدولة بلغاريا لدى فرنسا. تقع السفارة في باريس وهي تهدف لتعزيز المصالح البلغارية في فرنسا.

## وصلات خارجية
- الموقع الرسمي
- قائمة سفارات بلغاريا
- قائمة السفارات في فرنسا